# Bastesiedlung

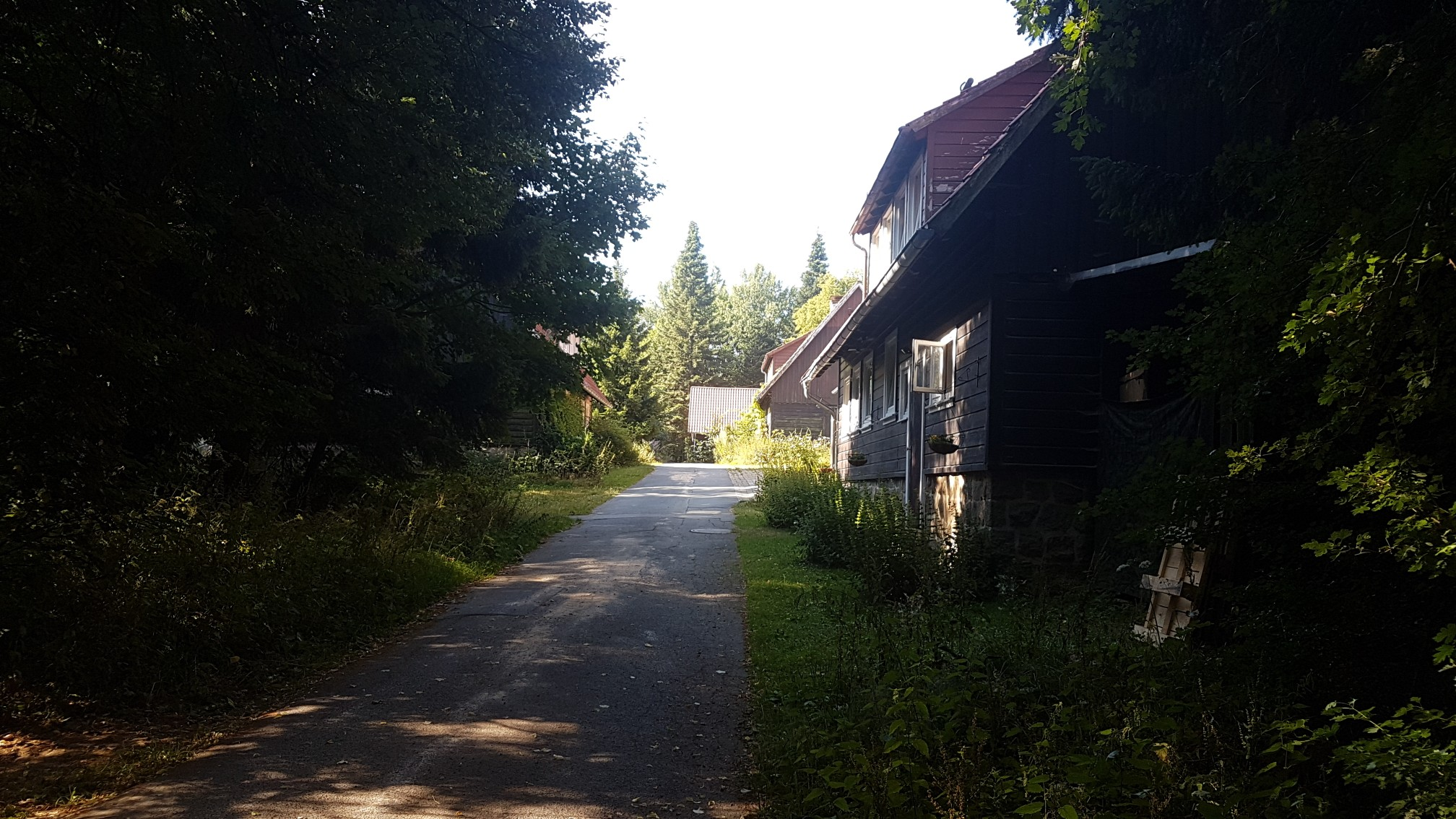
Bastesiedlung, Zufahrt von Norden

Die Bastesiedlung ist eine ehemalige Holzfällersiedlung zwischen Bad Harzburg und Torfhaus im Landkreis Goslar im Harz. Sie besteht aus etwa sechs Wohnhäusern und wies 18 Einwohner im Jahre 2012 auf.
Die Forstarbeitersiedlung Baste liegt nördlich des Ortsteils Torfhaus an der Bundesstraße 4 und umfasst sechs holzverschalte Fachwerkhäuser, die zwischen 1949 und 1950 erbaut worden sind. Die Gebäude stehen unter Denkmalschutz. Bis Anfang der 2000er-Jahre befand sich die Siedlung komplett im Eigentum der Niedersächsischen Landesforsten.
Die Bastesiedlung gehört heute innerhalb der Berg- und Universitätsstadt Clausthal-Zellerfeld zur Ortschaft Altenau-Schulenberg im Oberharz und stellt dabei eine Exklave im Gemeindefreien Gebiet Harz dar. Bis zum 31. Dezember 2014 war sie der Bergstadt Altenau zugehörig.
Das Trinkwasser kommt seit 2004 über eine 2000 m lange Leitung aus Torfhaus. Die Siedlung ist nicht über öffentliche Straßen erreichbar. Sie ist auch nicht ausgeschildert und nicht von der nur etwa 100 Meter daran vorbeiführenden Bundesstraße 4 erkennbar.